# Холмс, Уильям Генри (музыкант)
Уильям Генри Холмс (англ. William Henry Holmes; 8 января 1812, Садбери, графство Дербишир — 23 апреля 1885, Лондон) — британский пианист, музыкальный педагог и композитор.
Родился в музыкальной семье. В 1822 году был принят в составе первого набора в новооткрытую Королевскую академию музыки, где учился у Чиприани Поттера, спустя четыре года начал исполнять обязанности помощника преподавателя и в дальнейшем был связан с Академией на протяжении всей жизни, а в начале 1880-х гг. преподавал также и в Гилдхоллской школе музыки. Среди его многочисленных учеников — крупнейшие британские пианисты и фортепианные композиторы Уильям Стерндейл Беннет и Джордж Александр Макфаррен.
Как исполнитель Холмс в 1840-е гг. много выступал с камерным репертуаром, позднее больше играл с оркестром. Джордж Гроув в своём Музыкальном словаре отмечает присущее Холмсу выдающееся знание фортепианной литературы и его высокую репутацию как исполнителя-виртуоза. В 1849 году Холмс стал одним из соучредителей британского Баховского общества.
Собственные сочинения Холмса включают два фортепианных концерта (один из которых, Юбилейный ля мажор, был написан к 50-летию Королевской академии музыки), две симфонии, оперу «Фея озера» (англ. The Elfin of the Lake; 1850), фортепианный квартет, сонату для скрипки и фортепиано, многочисленные фортепианные пьесы и песни.